# William Knecht

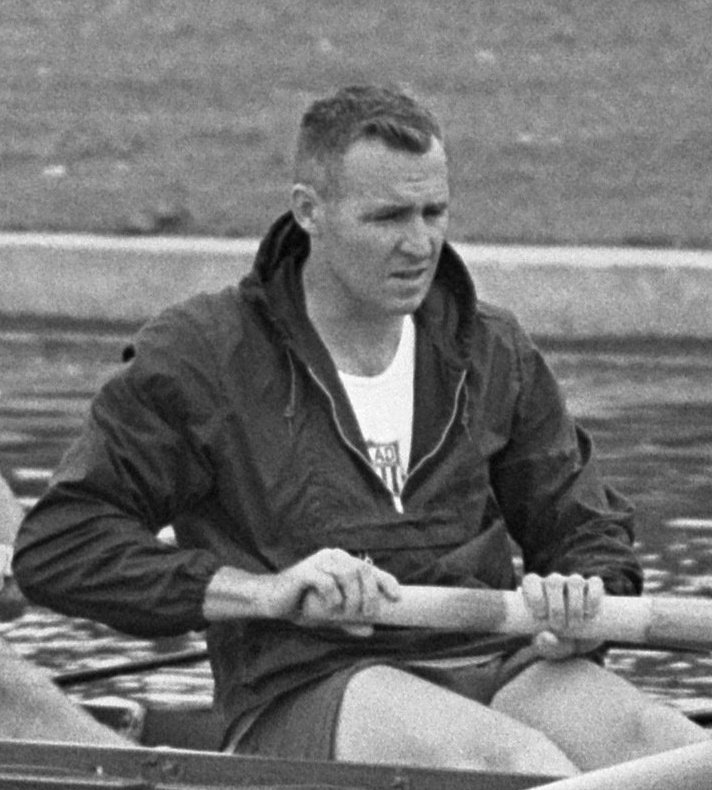
William Knecht (1964 in Amsterdam)

William „Bill“ Joseph Knecht (* 10. März 1930 in Camden, New Jersey; † 17. Dezember 1992 in Cheltenham, Pennsylvania) war ein amerikanischer Ruderer.

## Leben und Karriere
Knecht schloss sich bereits 1946 dem Vesper Boat Club in Philadelphia an. Bei den Panamerikanischen Spielen 1955 gewann Knecht mit dem Achter des Vesper BC den Titel. Vier Jahre später siegte er bei den Panamerikanischen Spielen 1959 zusammen mit John B. Kelly junior im Doppelzweier. Bei den Olympischen Spielen 1960 belegten die beiden sowohl im Vorlauf als auch im Hoffnungslauf den vierten Platz und verpassten damit die Finalteilnahme. Zusammen mit Robert Lea gewann Knecht bei den Panamerikanischen Spielen 1963 wie vier Jahre zuvor im Doppelzweier.
Bei den Olympischen Spielen 1964 stellte mit dem Boot vom Vesper Boat Club erstmals seit 1904 ein Verein den US-Achter und nicht eine Hochschule. Der US-Achter war Außenseiter gegen den favorisierten Deutschland-Achter. Die beiden Boote trafen bereits im ersten Vorlauf aufeinander und der Deutschland-Achter siegte mit 0,28 Sekunden Vorsprung. Im Finale siegte das US-Boot mit über fünf Sekunden Vorsprung. Am 17. November 1992 verstarb William Knecht im Alter von 62 Jahren.